# Newtons polygon
Inom matematiken är Newtons polygon ett polygon i det euklidiska planet som kan associeras till ett polynom. Det är ett verktyg för att förstå beteendet hos polynom över lokala kroppar.

## Definition
Givet ett polynom över en kropp {\displaystyle K}, om man antar att detta polynom har rötter kommer beteendet hos dessa vara okänt. Newtons polygon är en metod för att undersöka egenskaper hos dessa rötter. Låt {\displaystyle K} vara en lokal kropp med diskret värdering {\displaystyle v_{K}} och låt
{\displaystyle f(x)=a_{n}x^{n}+\cdots +a_{1}x+a_{0}\in K[x]}
Där {\displaystyle a_{0}a_{n}\neq 0}. Då är Newtons polygon av {\displaystyle f} definierad som det nedre konvexa höljet av uppsättningen av punkterna
{\displaystyle P_{i}=\left(i,v_{K}(a_{i})\right),}
Ignorera de punkter där {\displaystyle a_{i}=0}, räkna om punkterna geometriskt och plotta dessa i ett xy-plan. Anta att dessa punkter ökar från vänster till höger, (P0 längst till vänster och Pn längst till höger. Starta sedan i P0 och dra en linje rakt ner parallellt med y-linjen. Rotera sedan denna linje motsols tills linjen träffar en annan punkt, det behöver inte vara P1. Slut linjen där och gör om processen från denna punkt, upprepa detta tills man når punkt Pn. Dessa punkter och linjerna mellan dem bildar Newtons polygon till {\displaystyle f}.
Ett mer praktiskt sätt att se detta är att placera ut punkterna i ett xy-plan och sätta ett gummiband runt dem. Sträck sedan bandet uppåt så att gummibandet fastnar vid de nedre punkterna. Dessa punkter tillsammans med gummibandet som går mellan dem blir Newtons polygon.

### Exempel
Funktion:{\displaystyle f(x)=x^{5}+2x^{2}+4} med givet primtal 2. 

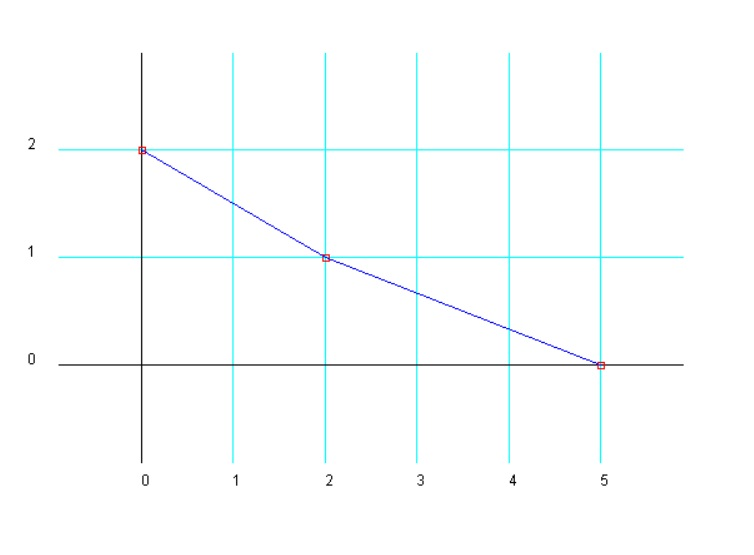
Newtons polygon till F(x) = X^5 + 2x^2 + 4

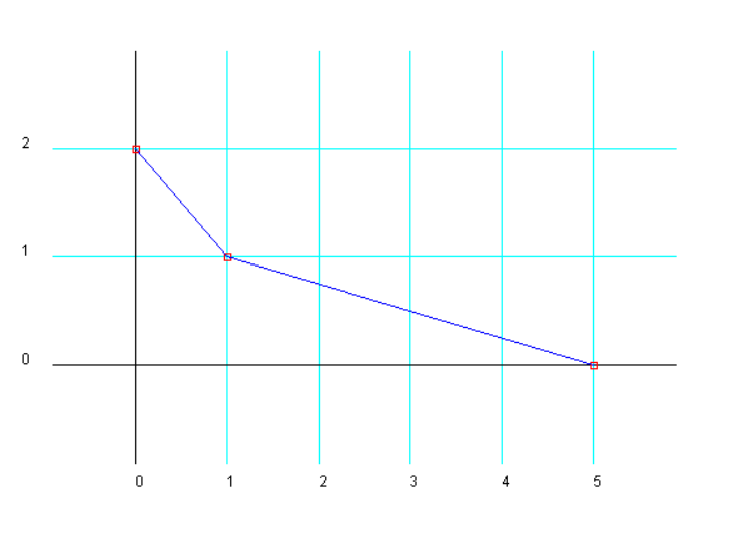
Newtons polygon till F(x) = X^5 + 2x + 4

Newtons polygon till denna funktion består av två delar, en med lutning {\displaystyle {\frac {-1}{3}}} och längd 3 och en med lutning {\displaystyle {\frac {-1}{2}}} och längd 2.
Funktion :{\displaystyle f(x)=x^{5}+2x+4} med givet primtal 2. 

Newtons polygon till denna funktion består av två delar, en med lutning {\displaystyle {\frac {-1}{4}}} och längd 4 och en med lutning {\displaystyle -1} och längd 1.

## Sats
Antag att rötterna till funktionen {\displaystyle f} genererar en avskiljbar förlängning av {\displaystyle K}. Låt mj vara den negativa lutningen av j och låt pj vara längden av projektionen av j till den horisontella axeln. Då finns det exakt pj rötter av {\displaystyle f} i {\displaystyle K} med samma ordning som i mj
Bevis: Låt v1 < ... < vm vara den distinkta ordningen av rötter och anta att det är exakt {\displaystyle \mu _{i}} rötter med ordning vi. Låt \sigmaj var den v:de symmetrika funktionen av rötterna så att ci = ± {\displaystyle \sigma _{i}}
Låt p1,...,{\displaystyle p_{\mu _{1}}} vara rötterna med högst ordning. Med det följer
{\displaystyle \sigma _{\mu _{1}}} = p1 ... {\displaystyle p_{\mu _{1}}} + (andra produkter)
Där de andra produkterna av {\displaystyle \mu _{1}}:s faktorer har strängt mindre ordning. Av den ultrametriska ojämlikheten följer det att ord({\displaystyle \sigma _{\mu _{1}}}) = ord(p1 ... {\displaystyle \mu _{1}}) = {\displaystyle \mu _{1}}v1
På liknande sätt, låt
{\displaystyle \tau _{1}}, ... ,{\displaystyle \tau _{\mu _{2}}} vara den näststörsta sats av rötter, alltså rötter av ordning v2 Då följer
{\displaystyle \sigma _{\mu _{1}+\mu _{1}}} = p1 ... {\displaystyle p_{\mu _{1}}}{\displaystyle \tau _{1}}, ... ,{\displaystyle \tau _{\mu _{2}}} + (andra produkter)
Där alla andra produkter har en strikt mindre ordning. Om man igen använder sig av den ultrametriska ojämlikheten får man följande samband
ord({\displaystyle \sigma _{\mu _{1}+\mu _{1}}}) = ord(p1 ... {\displaystyle p_{\mu _{1}}}{\displaystyle \tau _{1}}, ... ,{\displaystyle \tau _{\mu _{2}}}) = {\displaystyle \mu _{1}}v1 + {\displaystyle \mu _{2}}v2
Med detta följer allmänt,
ord({\displaystyle \sigma _{\mu _{1}+...+\mu _{1}}}) = {\displaystyle \mu _{1}}v1 + ... + {\displaystyle \mu _{j}}vj
Med detta följer det att linjesegmentet som förbinder N(n - {\displaystyle \mu _{1}} - ... - {\displaystyle \mu _{j}} har lutning - vj + 1 och projektionen på den horsiontella axeln har längd {\displaystyle \sigma _{j+1}}
Å andra sidan, för
{\displaystyle \mu _{1}}v1 + ... + {\displaystyle \mu _{j}}vj < M < {\displaystyle \mu _{j+1}}vj + 1
Med den ultrametriska ojämlikheten
ordM > min(ordningen av produkten av M:s rötter) = {\displaystyle \mu _{1}}v1 + ... + {\displaystyle \mu _{j}}vj + (M - {\displaystyle \mu _{1}} - ... - {\displaystyle \mu _{j}})vj + 1
Alltså N(n - M) ligger på eller över det segment som kopplar ihop de två punkterna N(M - {\displaystyle \mu _{1}} - ... - {\displaystyle \mu _{j}}) och N(M - {\displaystyle \mu _{1}} - ... - {\displaystyle \mu _{j+1}})